# (33521) 1999 GK40
1999 GK40 (asteroide 33521) é um asteroide da cintura principal. Possui uma excentricidade de 0.19837070 e uma inclinação de 13.75188º.
Este asteroide foi descoberto no dia 12 de abril de 1999 por LINEAR em Socorro.